# Kreisgericht Falkenberg
Das Kreisgericht Falkenberg war ein preußisches Kreisgericht in der damaligen preußischen Provinz Schlesien mit Sitz in Falkenberg.

## Geschichte
1849 wurden in Preußen einheitlich Kreisgerichte geschaffen. Hierbei wurde die Patrimonialgerichtsbarkeit abgeschafft und die Patrimonialgerichte aufgehoben. Es entstand nun das Königliche Kreisgericht Falkenberg Es umfasste den Kreis Falkenberg O.S. Zuständiges Appellationsgericht war das Appellationsgericht Ratibor.
Am Gericht waren 1870 ein Direktor und fünf Kreisrichter eingesetzt. Die Zahl der Gerichtseingesessenen betrug 39.935. Schwurgerichtssachen wurden am Kreisgericht Neisse verhandelt. Gerichtstage wurden in Friedland und Schurgast gehalten.
Im Rahmen der Reichsjustizgesetze wurde das Gerichtswesen in Deutschland 1879 vereinheitlicht. Damit wurde das Kreisgericht Falkenberg aufgehoben und das königlich preußische Amtsgericht Falkenberg mit Wirkung zum 1. Oktober 1879 als eines von 8 Amtsgerichten im Bezirk des Landgerichtes Neisse als Nachfolger gebildet. In Friedland entstand das Amtsgericht Friedland O.S.